# Drood
Drood (Drood) è un romanzo dello scrittore statunitense Dan Simmons, pubblicato per la prima volta nel 2009. La narrazione del libro è incentrata sugli ultimi cinque anni di vita di Charles Dickens.

## Trama
Nel giugno del 1865, durante un viaggio in compagnia della sua amante, Charles Dickens rimane coinvolto in un incidente ferroviario, in seguito al quale incontra un sinistro personaggio di nome Drood che cambierà per sempre la sua vita. Il racconto degli avvenimenti che seguirono è affidato al suo migliore amico ed eterno rivale, Wilkie Collins, autore di libri come “La donna in bianco” e “La pietra di luna”, che viene coinvolto in una serie di indagini nell’underworld di Londra, attraverso sotterranei oscuri e misteriosi, colonie umane di derelitti, fumerie d’oppio clandestine, pratiche di mesmerismo e sette segrete. Quando Drood sembra avvicinarsi alle loro ricerche, egli viene messo da parte da Dickens, il quale comincia a mostrare segnali inquietanti di cambiamento. Come se non bastasse, anche Collins inizia ad avere visioni inspiegabili, allucinazioni, un senso costante di minaccia. Provato fisicamente e mentalmente ma avvinto da questo gioco mortale, Collins si dibatte tra la paura della follia e il dubbio che tutto faccia parte di un diabolico piano della creatura che si fa chiamare Drood.

## Edizioni
- Dan Simmons, Drood, traduzione di A. Tagliavini, Elliot 2010,  ISBN 978-88-6192157-3.
- Dan Simmons, Drood, traduzione di A. Tagliavini, LIT 2011,  ISBN 978-88-6583025-3.